# Domaine de Toba

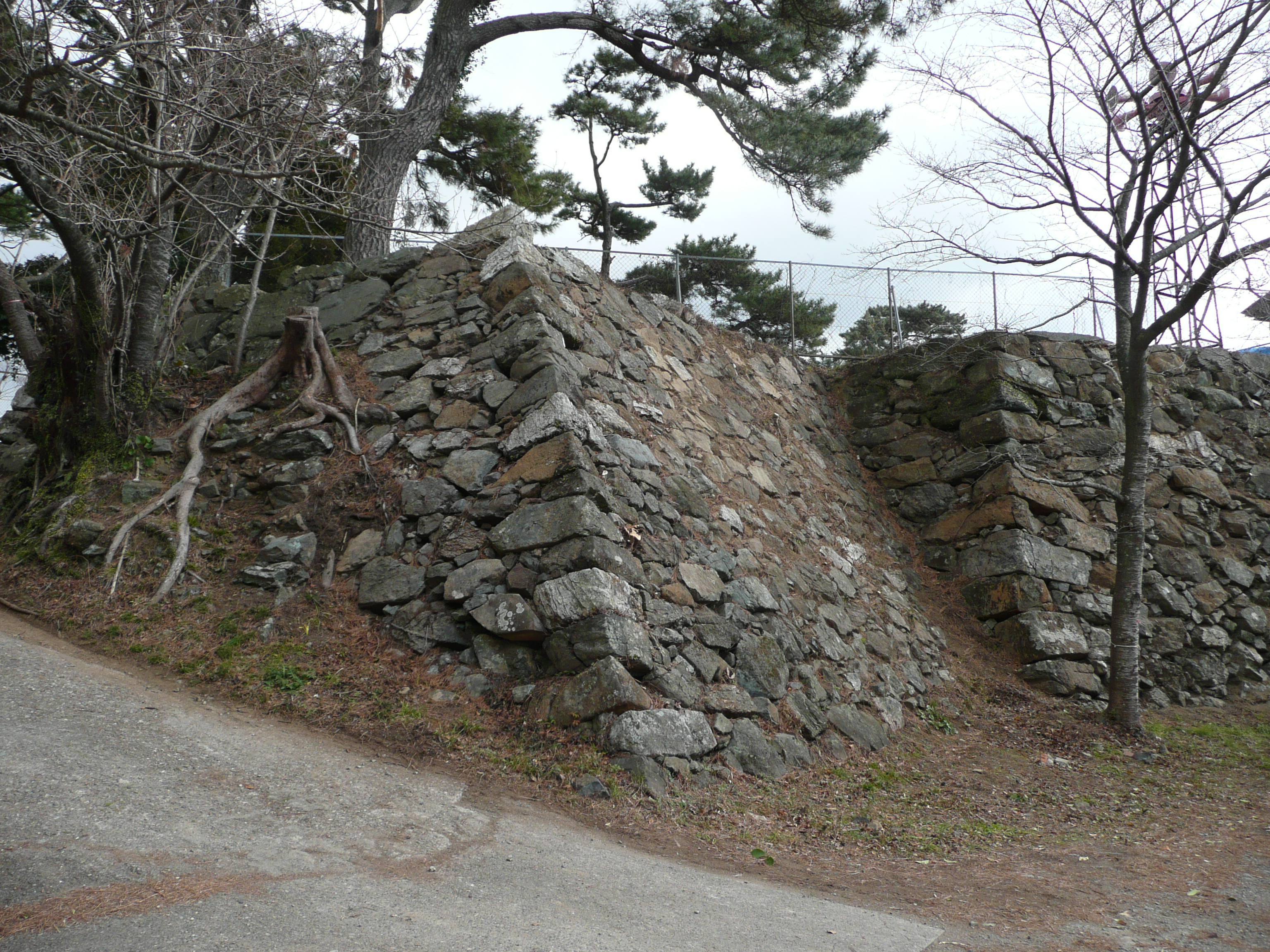
Restes des murs du château de Toba.

Le domaine de Toba (鳥羽藩, Toba-han) est un domaine féodal japonais de l'époque d'Edo, situé dans la province de Shima (partie de l'actuelle préfecture de Mie) au Japon. Son centre se trouve au château de Toba dans ce qui est à présent la ville de Toba.

## Histoire
Au cours de la période Sengoku, la plus grande partie de la province de Shima passe sous le contrôle de Kuki Yoshitaka, un obligé d'Oda Nobunaga, qui dispose d'une flotte de navires blindés et contrôle le trafic maritime autour de la baie d'Ise. Le clan Kuki combat des deux côtés pendant la bataille de Sekigahara, avec Kuki Yoshitaka du côté des forces occidentales fidèles à Toyotomi Hideyori, et son fils, Kuki Moritaka, rejoignant les armées orientales de Tokugawa Ieyasu.
À la création du shogunat Tokugawa, Kuki Moritaka est confirmé comme daimyō de Toba, d'abord avec des revenus de 35 000 koku, s'élevant ensuite à 55 000 koku du temps de son fils Kuki Hisataka, qui est transféré au domaine de Sanda dans la province de Settsu.
Les Kuki sont remplacés par le clan Naitō tozama, qui règne sur Toba jusqu'en 1680. Le domaine reprend alors son statut de tenryo sous le contrôle direct du shogunat pendant un an. Il passe ensuite sous le contrôle des clans Doi (1681-1691), Ogyu-Matsudaira (1691-1710), Itakura (1710-1717) et Toda-Matsudaira (1717-1725), avant de passer finalement aux mains du clan Inagaki (1725-1871), dont il reste la possession jusqu'à la restauration de Meiji.
Comme tous les domaines, celui de Toba n'est pas une seule exploitation contigüe, mais est géographiquement dispersé sur une vaste zone. Au cours de la période du Bakumatsu, il administre l'ensemble de la province de Shima (37 villages dans le district de Toshi et 19 villages dans le district d'Ago) ainsi que 8 villages du district d'Iino, 4 villages du district de Taki et 5 villages dans le district de Watari, tous dans la province d'Ise.
Au cours de la guerre de Boshin, Inagaki Nagayuki reste fidèle au shogunat et, en conséquence, est lourdement condamné par le gouvernement de Meiji puis contraint à la retraite. Son fils, Inagaki Nagahiron devient gouverneur du domaine et après l'abolition du système han en juillet 1871, le domaine de Toba devient la préfecture de Toba, qui fusionne avec l’éphémère préfecture de Watarai en novembre 1871, laquelle devient plus tard une partie de la préfecture de Mie.

## Liste des daimyōs
- Clan Kuki (fudai) 1597-1632

| # | Nom                      | Dates     | Titre de courtoisie | Rang de cour            | Revenus              |
| - | ------------------------ | --------- | ------------------- | ----------------------- | -------------------- |
| 1 | Kuki Moritaka (九鬼守隆) | 1597-1632 | Nagato-no-kami      | 5e inférieur (従五位下) | 35 000 koku          |
| 2 | Kuki Hisataka (九鬼久隆) | 1632-1632 | Yamato-no-kami      | 5e inférieur (従五位下) | 35 000 → 56 000 koku |

- Clan Naitō (fudai) 1633-1680

| # | Nom                        | Dates     | Titre de cour | Rang de cour            | Revenus     |
| - | -------------------------- | --------- | ------------- | ----------------------- | ----------- |
| 1 | Naito Tadashige (内藤忠重) | 1633-1653 | Shima-no-kami | 5e inférieur (従五位下) | 35 000 koku |
| 2 | Naito Tadamasa (内藤忠政)  | 1653-1673 | Hide-no-kami  | 5e inférieur (従五位下) | 35 000 koku |
| 3 | Naito Tadakatsu (内藤忠勝) | 1673-1680 | Izumi-no-kami | 5e inférieur (従五位下) | 35 000 koku |

- Clan Doi (fudai) 1681-1691

| # | Nom                      | Dates     | Titre de courtoisie | Rang de cour            | Revenus     |
| - | ------------------------ | --------- | ------------------- | ----------------------- | ----------- |
| 1 | Doi Toshimasa (土井利益) | 1691-1710 | Suwo-no-kami        | 5e inférieur (従五位下) | 70 000 koku |

- Clan Ogyū-Matsudaira (fudai) 1691-1710

| # | Nom                            | Dates     | Titre de courtoisie | Rang de cour            | Revenus     |
| - | ------------------------------ | --------- | ------------------- | ----------------------- | ----------- |
| 1 | Matsudaira Norisato (松平乗邑) | 1691-1710 | Izumi-no-kami       | 4e inférieur (従四位下) | 60 000 koku |

- Clan Itakura (fudai) 1710-1717

| # | Nom                          | Dates     | Titre de courtoisie | Rang de cour            | Revenus     |
| - | ---------------------------- | --------- | ------------------- | ----------------------- | ----------- |
| 1 | Itakura Shigeharu (板倉重治) | 1710-1717 | Tamba-no-kami       | 4e inférieur (従四位下) | 50 000 koku |

- Clan Toda-Matsudaira (fudai) 1717-1725

| # | Nom                              | Dates     | Titre de courtoisie | Rang de cour            | Revenus     |
| - | -------------------------------- | --------- | ------------------- | ----------------------- | ----------- |
| 1 | Matsudaira Mitsuchika (松平光慈) | 1590-1603 | Tamba-no-kami       | 5e inférieur (従五位下) | 70 000 koku |

- Clan Inagaki (fudai) 1725-1871

| # | Nom                          | Dates     | Titre de courtoisie | Rang de cour            | Revenus     |
| - | ---------------------------- | --------- | ------------------- | ----------------------- | ----------- |
| 1 | Inagaki Terukata (稲垣昭賢)  | 1725-1752 | Shinano-no-kami     | 5e inférieur (従五位下) | 30 000 koku |
| 2 | Inagaki Terunaga (稲垣昭央)  | 1752-1773 | Tsushima-no-kami    | 5e inférieur (従五位下) | 30 000 koku |
| 3 | Inagaki Nagamochi (稲垣長以) | 1773-1794 | Settsu-no-kami      | 5e inférieur (従五位下) | 30 000 koku |
| 4 | Inagaki Nagatsugu (稲垣長続) | 1794-1818 | Tsushima-no-kami    | 5e inférieur (従五位下) | 30 000 koku |
| 5 | Inagaki Nagakata (稲垣長剛)  | 1818-1842 | Tsushima-no-kami    | 5e inférieur (従五位下) | 30 000 koku |
| 6 | Inagaki Nagaaki (稲垣長明)   | 1842-1866 | Settsu-no-kami      | 5e inférieur (従五位下) | 10 000 koku |
| 7 | Inagaki Nagayuki (稲垣長行)  | 1866-1868 | Settsu-no-kami      | 5e inférieur (従五位下) | 30 000 koku |
| 8 | Inagaki Nagahiro (稲垣長敬)  | 1868-1871 | Tsushima-no-kami    | 5e inférieur (従五位下) | 10 000 koku |